# Petrolul Ploeszti
Fotbal Club Petrolul Ploiești – rumuński klub piłkarski z siedzibą w mieście Ploeszti.

## Historia
Petrolul to jeden z najsilniejszych przedwojennych klubów rumuńskich. Klub powstał w Bukareszcie w 1924 roku jako Juventus București w wyniku fuzji klubów Triumf București i Romcomit București (klub rumuńsko-włoskiego banku handlowego). W 1952 roku klub przeniesiony został do Ploeszti, gdzie połączył się z miejscowym klubem Partizanul Ploiești.
W roku 2003 doszło do połączenia klubu z miejscowym Astra Ploiești. W rzeczywistości nie była to fuzja, a transakcja zezwalająca klubowi Astra na używanie nazwy Petrolul Astra, a potem Petrolul. Sam Petrolul Ploiești spadł do czwartej ligi. Doszło do tego, że w sezonie 2003/04 w rejestrach rumuńskiej federacji piłkarskiej były dwa kluby zwane Petrolul Ploiești, które jednocześnie miały wspólną historię - jeden z nich grał w drugiej lidze, a drugi w czwartej.
Na początku sezonu 2006/07 drugoligowy Petrolul zatrudnił byłego trenera włoskiej Genui Rino Lavezziniego, który ściągnął do klubu takich graczy, jak Stefano Citterio (Pro Sesto) i Christian Sagna (FK Luduva). Drużyna swoje mecze domowe rozgrywa w oddalonym o 50 km od Ploeszti mieście Mogoșoaia, gdyż stadion Ilie Oana jest w trakcie renowacji. W sezonie 2010/2011 klub awansował do Liga I.

## Sukcesy
- Divizia A (4): 
  - mistrzostwo (4): 1929/1930, 1957/1958, 1958/1959, 1965/1966
  - wicemistrzostwo (3): 1925/1926, 1955, 1961/1962

- Liga II/Divizia B (4): 
  - mistrzostwo (8): 1940/1941, 1954, 1976/1977, 1981/1982, 1984/1985, 1988/1989, 2002/2003, 2010/2011
  - wicemistrzostwo (1): 1980/1981

- Puchar Rumunii
  - zwycięstwo (3):: 1962/1963, 1994/1995, 2012/2013
  - finał (1): 1952

- Superpuchar  Rumunii
  - zwycięstwo (3):: 1962/1963, 1994/1995, 2012/2013
  - finał (1): 1995, 2013

## Nazwy klubu
| Lata        | Nazwa                   |
| ----------- | ----------------------- |
| 1924 - 1947 | Juventus București      |
| 1947 - 1948 | Distributia București   |
| 1948 - 1949 | Petrolul București      |
| 1949        | Competrol București     |
| 1950        | Partizanul București    |
| 1951        | Flacara București       |
| 1952 - 1956 | Flacara Ploiești        |
| 1956 - 1957 | Energia Ploiești        |
| 1957 - 1992 | FC Petrolul Ploiești    |
| 1992 - 1993 | FC Ploiești             |
| 1993 - 2003 | FC Petrolul Ploiești    |
| 2003        | Petrolul Astra Ploiești |
| 2003 - 2005 | Petrolul Ploiești       |

## Europejskie puchary
Legenda do wszystkich tabel:
- Q – runda eliminacyjna, 1/16, 1/8, 1/4, 1/2 – odpowiednia faza rozgrywek, Grupa – runda grupowa, 1r gr – pierwsza runda grupowa, 2r gr – druga runda grupowa, F – finał, R – runda, PO – play-off
- k. – rzuty karne, los. – losowanie, Dogr. – dogrywka, w. – zasada bramek strzelonych na wyjeździe

| Sezon   | Rozgrywki                 | Runda | Przeciwnik             | Dom | Wyjazd | Ogólnie      |
| ------- | ------------------------- | ----- | ---------------------- | --- | ------ | ------------ |
| 1958/59 | Puchar Europy             | Q     | Wismut Karl Marx Stadt | 2–0 | 2–4    | 4–4, 0–4 (N) |
| 1959/60 | Puchar Europy             | Q     | SC Wiener Neustadt     | 1–2 | 0–0    | 0–0          |
| 1962/63 | Puchar Miast Targowych    | 1R    | Spartak Brno           | 4–0 | 1–0    | 5–0          |
| 1962/63 | Puchar Miast Targowych    | 1/8   | Lipsk XI               | 1–0 | 0–1    | 1–1, 1–0 (N) |
| 1962/63 | Puchar Miast Targowych    | 1/4   | Ferencváros            | 1–0 | 0–2    | 1–2          |
| 1963/64 | Puchar Zdobywców Pucharów | Q     | Fenerbahçe SK          | 1–0 | 1–4    | 2–4          |
| 1964/65 | Puchar Miast Targowych    | 1R    | Göztepe AŞ             | 2–1 | 1–0    | 3–1          |
| 1964/65 | Puchar Miast Targowych    | 1/8   | Łokomotiw Płowdiw      | 1–0 | 0–2    | 1–2          |
| 1966/67 | Puchar Europy             | Q     | Liverpool              | 3–1 | 0–2    | 3–3, 0–2 (N) |
| 1967/68 | Puchar Miast Targowych    | 1R    | Dinamo Zagrzeb         | 2–0 | 0–5    | 2–5          |
| 1990/91 | Puchar UEFA               | 1R    | RSC Anderlecht         | 0–2 | 0–2    | 0–4          |
| 1995/96 | Puchar Zdobywców Pucharów | Q     | Wrexham                | 1–0 | 0–0    | 1–0          |
| 1995/96 | Puchar Zdobywców Pucharów | 1R    | Rapid Wiedeń           | 0–0 | 1–3    | 1–3          |
| 2013/14 | Liga Europy               | 2Q    | Víkingur Gøta          | 3–0 | 4–0    | 7–0          |
| 2013/14 | Liga Europy               | 3Q    | Vitesse                | 1–1 | 2–1    | 3–2          |
| 2013/14 | Liga Europy               | PO    | Swansea City           | 2–1 | 1–5    | 3–6          |
| 2014/15 | Liga Europy               | 2Q    | Flamurtari Wlora       | 2–0 | 3–1    | 5–1          |
| 2014/15 | Liga Europy               | 3Q    | Viktoria Pilzno        | 1–1 | 4–1    | 5–2          |
| 2014/15 | Liga Europy               | PO    | Dinamo Zagrzeb         | 1–3 | 1–2    | 2–5          |